# 5049 Sherlock
5049 Sherlock è un asteroide della fascia principale. Scoperto nel 1981, presenta un'orbita caratterizzata da un semiasse maggiore pari a 2,1990471 UA e da un'eccentricità di 0,1604991, inclinata di 2,94258° rispetto all'eclittica.